# 利氏鮭脂鯉
利氏鮭脂鯉為輻鰭魚綱脂鯉目脂鯉亞目鮭脂鯉科的其中一種，為熱帶淡水魚，分布於非洲剛果河中游、烏班基河、Tumba湖、Bangwelo湖、Kisale湖、盧阿拉巴河等流域，體長可達40公分，棲息在底中層水域，生活習性不明。

## 扩展阅读
維基物種上的相關：利氏鮭脂鯉